# 小行星16002
小行星16002（16002 Bertin）是一颗绕太阳运转的小行星，为主小行星带小行星。该小行星于1999年1月15日发现。

## 轨道参数
小行星16002的轨道半长轴为2.4809503 UA，离心率为0.202。